# Губаха
Губáха (рос. Губаха) — місто в Пермському краї, Росії. Адміністративний центр Губахінського міського округу, має статус міського поселення.

## Географія
Розташоване в центрі Кізеловського кам'яновугільного басейну, за 219 км від Пермі, по обидва береги річки Косьва. В місті діє залізнична станція на лінії Чусовська — Солікамськ.

## Історія
Губаха виникла у 1755 році у зв'язку з відкриттям на Хрестовій горі копалин залізної руди. Село Губаха стояла при впадінні річки Губашки у річку Косьва і служила пристанню для барж, на яких сплавлялася залізна руда з верхів'їв Косьви на Каму. З будівництвом у 1879 році залізниці видобуток вугілля різко зріс. З метою механізації робіт в шахтах в губах була споруджена ГРЕС. Поруч зі станцією виникло робоче селище Кржижановський (Нижня Губаха). У 1928 році Губаха отримує статус селища міського типу.
У 1936 році введена в експлуатацію перша черга найбільшого в країні і першого на Уралі підприємства з виробництва коксу — Губахінського коксохімзаводу.
У 1941 році робітничі селища Губаха, Кржижановський і селище шахти імені Крупської були об'єднані в місто обласного підпорядкування — Губаха, з приміською зоною площею 2858 км². Після неодноразових змін до середини 1960-х років приміська зона Губахи придбала сучасні обриси. 4 листопада 1959 року до Губахи було приєднане місто Углеуральськ.
Існує 12 версій виникнення назви міста Губаха, одна з них говорить, що місто отримало своє ім'я за назвою річки Губашки, що впадає в Косьву поруч з містом.

## Населення
Населення — 18 825 осіб[джерело?].
Національний склад
| Національності | 1926  | 1926  |
| Національності | число | %     |
| Всього         | 6808  | 100   |
| -------------- | ----- | ----- |
| росіяни        | 5464  | 80,25 |
| татари         | 1210  | 17,77 |
| інші           | 134   | 1,96  |

## Економіка
У структурі промисловості (за часткою в товарній продукції) переважають:
- хімічна — 62 %,
- коксохімічна — 14,5 %,
- легка — 7,5 %,
- лісова та деревообробна — 6,5 %,
- електроенергетика — 5,6 %,
- харчова — 1,8 %.

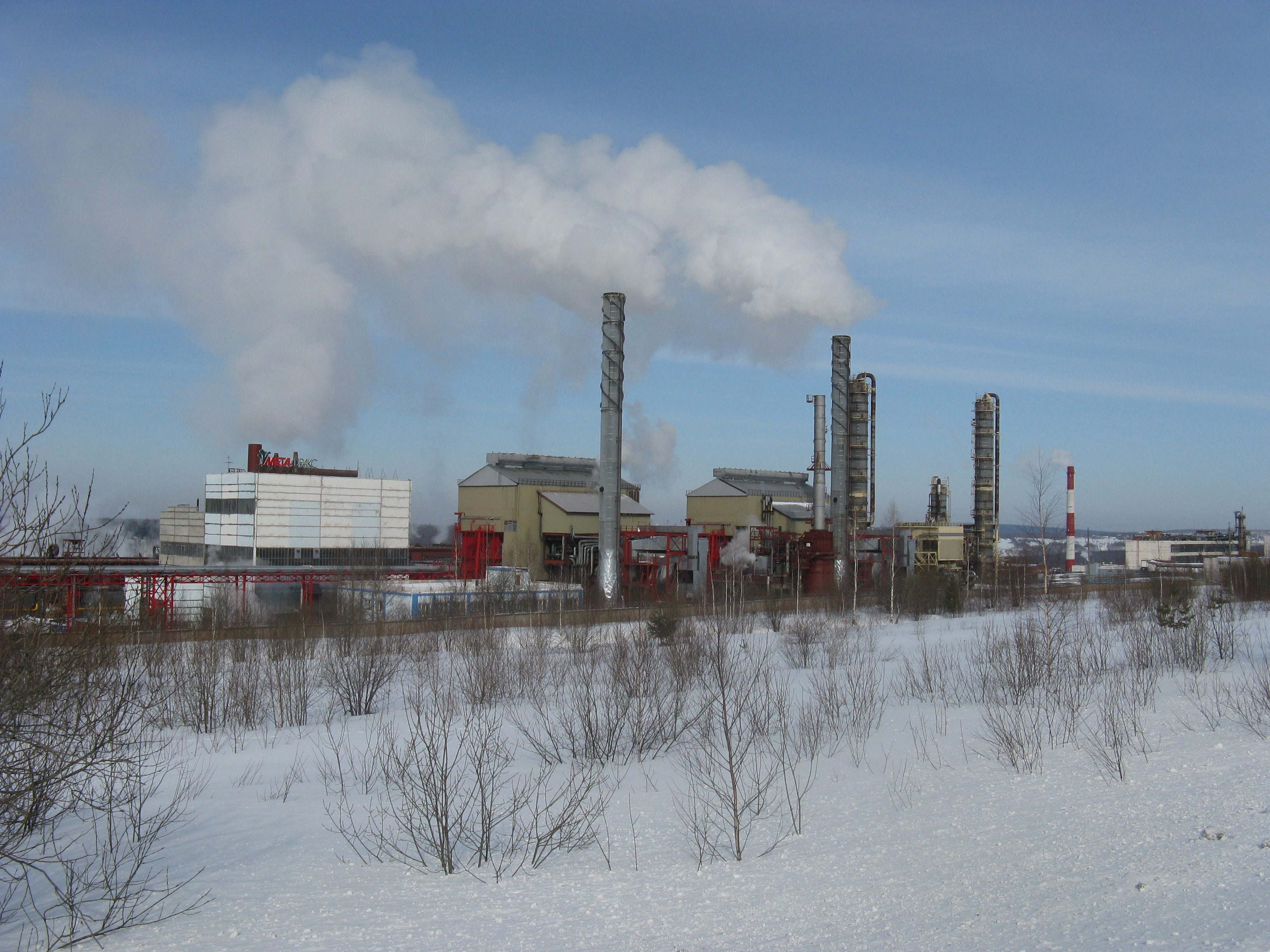
Завод «Метафракс» в Губасі

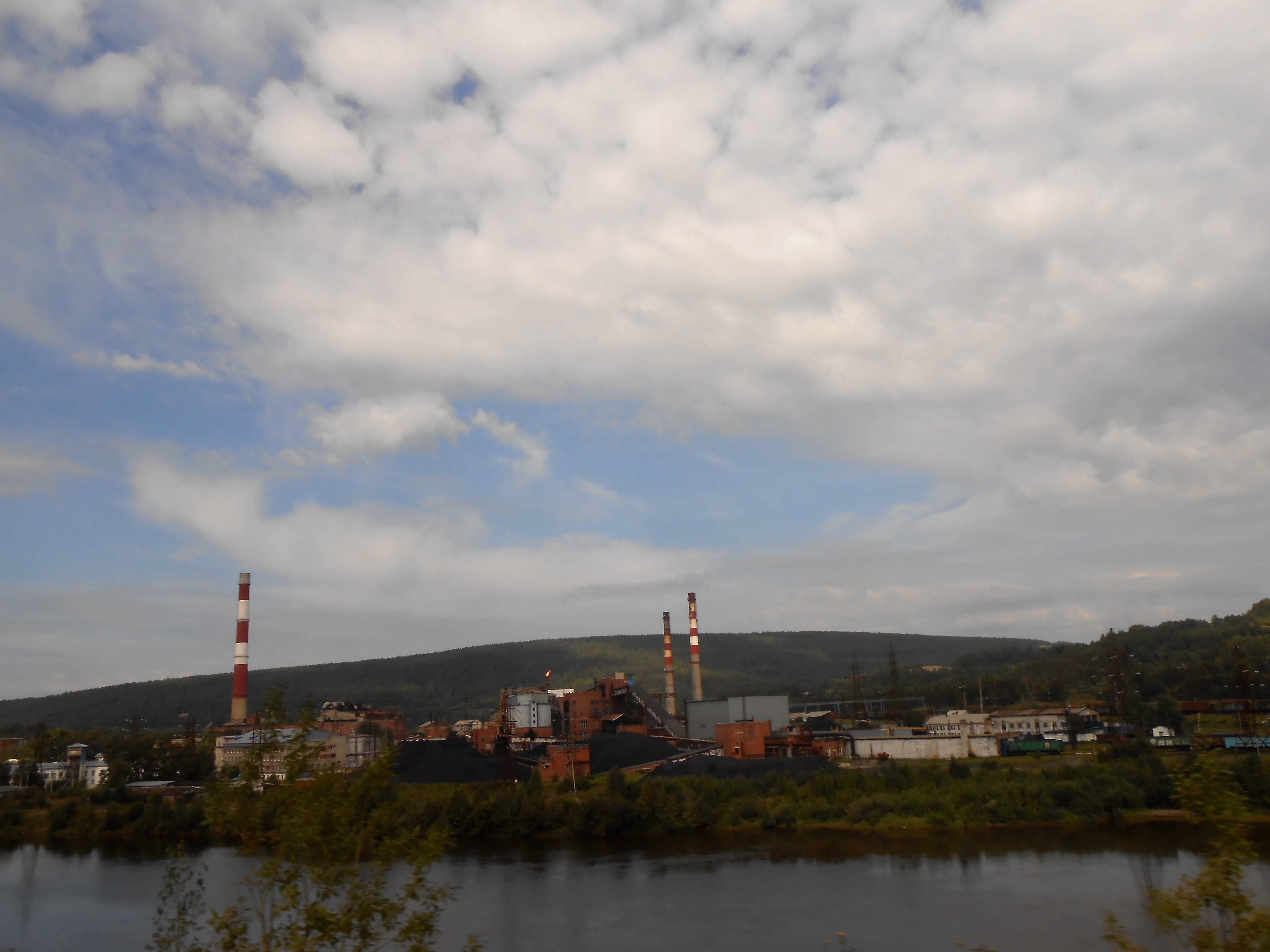
ВАТ «Губахінський кокс» (Губахінський коксохімічний завод)

Найбільшим підприємством Губахи є ПАО «Метафракс», яке виробляє метанол, формалін, міцний формалін, уротропін, пентаеритрит, форміат натрію, карбамідоформальдегідний концентрат, карбамідоформальдегідні смоли, технологічний кисень, поліамід 6-блоковий — капролон В, поліамід гранульований.
Іншим найбільшим підприємством міста є ВАТ «Губахінський кокс» (Губахінський коксохімічний завод), що виробляє кам'яновугільні лаки, нафталін, кам'яновугільну олію, кокс, сульфат амонію, бензол, дьоготь та багато іншого.